# Garhshanker

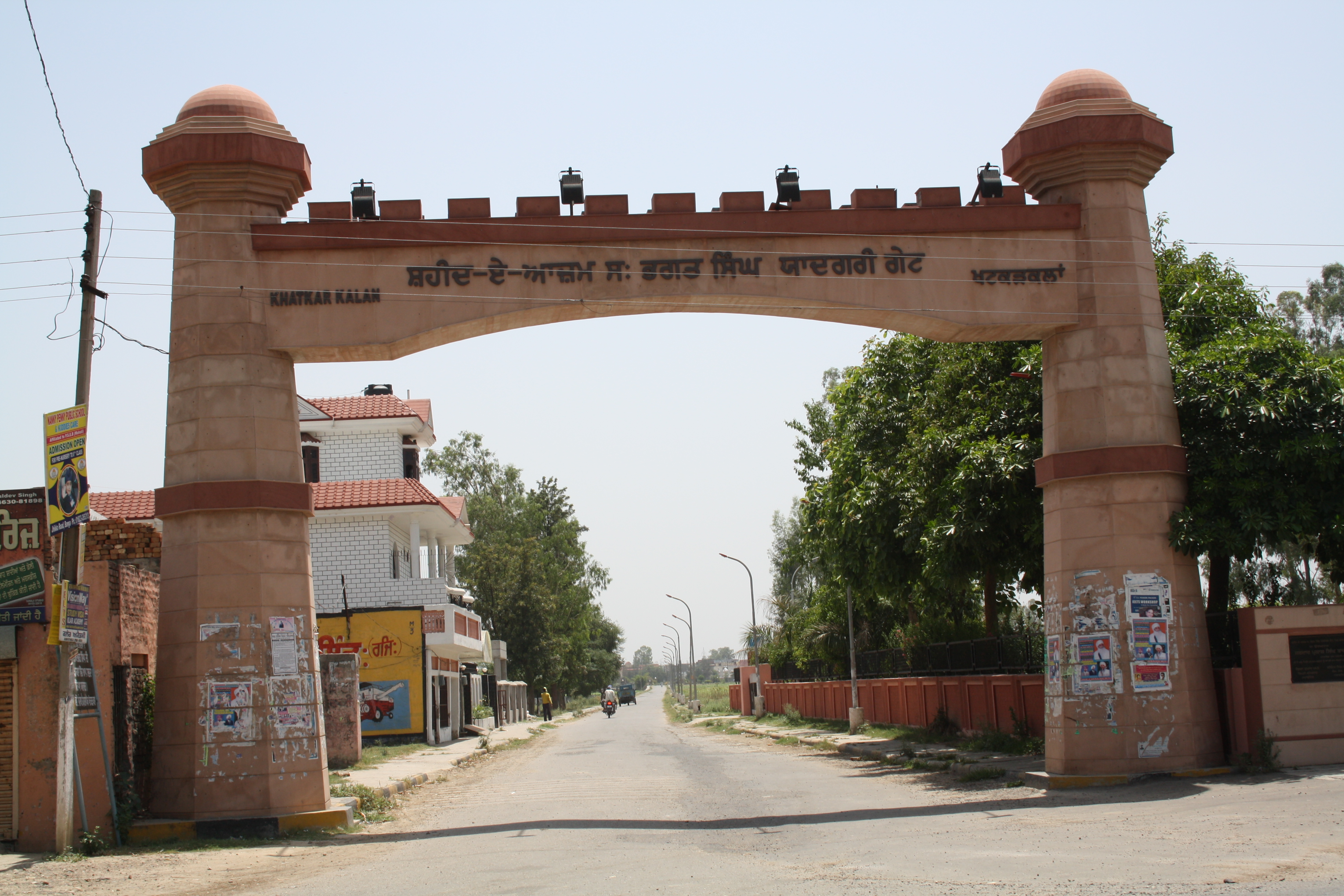
Portão de entrada da cidade de Khatkar Kalan

Garhshanker é uma cidade  no distrito de Hoshiarpur, no estado indiano de Punjab.

## Demografia
Segundo o censo de 2001, Garhshanker tinha uma população de 15,094 habitantes. Os indivíduos do sexo masculino constituem 52% da população e os do sexo feminino 48%. Garhshanker tem uma taxa de literacia de 73%, superior à média nacional de 59.5%: a literacia no sexo masculino é de 76% e no sexo feminino é de 70%. Em Garhshanker, 11% da população está abaixo dos 6 anos de idade.